# (72549) 2001 EG1
(72549) 2001 EG1 – planetoida z pasa głównego asteroid okrążająca Słońce w ciągu 4,1 lat w średniej odległości 2,56 j.a. Odkryta 1 marca 2001 roku.